# Havaika kraussi
Havaika kraussi is een spinnensoort uit de familie springspinnen (Salticidae). De soort komt voor in Hawaï.